# Croton greveanus
Espèce
Croton greveanus est une espèce de plantes à fleurs du genre Croton et de la famille des Euphorbiaceae, présente à l'ouest de Madagascar.
Il a pour synonyme :
- Croton greveanus var. borealis, Leandri, 1972